# Каеде (1944)
«Каеде» (Kaede, яп. 楓) — ескортний міноносець Імперського флоту Японії, який взяв участь у Другій світовій війні.

## Історія створення
Корабель, який став дев'ятнадцятим серед ескортних міноносців типу «Мацу», був закладений 4 березня 1944 року на верфі флоту в Йокосуці. Спущений на воду 25 червня, став до ладу 30 жовтня того ж року.

## Історія служби

### У складі ВМС Японії
З 20 січня 1945-го корабель включили до 52-ї дивізії ескадрених міноносців, а за дві доби по тому він вийшов з японського порту Моджі для супроводу конвою до Гонконгу, куди прибув 27 січня. 28—29 січня «Каеде» перейшов звідси до Такао (зараз Гаосюн на Тайвані).
30 січня 1945-го «Каеде» разом зі ще одним ескортним есмінцем «Уме» та есмінцем вийшов з Такао із завданням евакуювати авіаційний персонал з Апаррі на північному завершенні острова Лусон. Втім, 31 січня лише за кілька десятків кілометрів від Формози загін атакувала авіація. «Каеде» був поцілений бомбою, виникла пожежа, загинуло 40 членів екіпажу, втім, корабель зміг повернутись до Такао (а от «Уме» був потоплений). Після проходження аварійного ремонту «Каеде» 21—23 лютого перейшов до Куре для подальшого відновлення. Тут корабель і застав капітуляцію Японії.

### У складі ВМС Китаю
У жовтні 1945 року «Каеде» виключили зі списків ВМФ та призначили для участі в репатріації японців (по завершенні війни з окупованих територій на Японські острови вивезли кілька мільйонів військовослужбовців та цивільних осіб японської національності). 6 липня 1947-го корабель передали китайцям (уряд Гоміньдану, який у 1949 був вимушений перебратись на Тайвань), які перейменували його на «Heng Yang» (衡陽). Втім, корабель так і не повернувся до виконання обов'язків військової служби, а був поставлений на прикол. З 1 жовтня 1949-го його класифікували як навчальне судно, в 1960-му виключили зі складу флоту, а за два роки розібрали.